# Massengrab in Dobrepolje
Das Massengrab in Dobrepolje befindet sich auf dem Gebiet der Gemeinde Dobrepolje in Slowenien. Bisher wurde (Stand 1/2024) ein Massengrab aus der Zeit um den Zweiten Weltkrieg gefunden, und zwar in der Ortschaft Mala Vas.

## Mala Vas
- Das Massengrab von Mala Vas (slowenisch: Grobišče Mala vas) befindet sich in einem Erdall im Wald westlich des Dorfs und ist durch ein Holzkreuz gekennzeichnet. Es enthält die Überreste von acht Zivilisten aus dem Dorf Podgora, die in der Nacht vom 16. Juni 1945 ermordet wurden.[1]